# Лолошур-Возжі
Лолошу́р-Возжі́ (Лолошур-Возжай, Люкдон, рос. Лолошур-Возжи) — присілок в Граховському районі Удмуртії, Росія.

## Населення
Населення — 548 осіб (2010; 614 у 2002).
Національний склад станом на 2002 рік:
- удмурти — 81 %

## Господарство
В присілку діють середня школа, дитячий садок, бібліотека, будинок культури та фельдшерсько-акушерський пункт.

## Історія
За даними 10-ї ревізії 1859 року в присілку було 46 дворів та проживало 359 осіб. Тоді тут працював млин. До 1921 року присілок входив в склад Староятчинської волості Єлабузького повіту, потім — Можгинського повіту. З 1924 року присілок перебувало в складі Мещеряковської сільської ради Граховської волості. 1964 року центр сільради був перенесений до Лолошур-Возжі і сільрада була перейменована на Лолошур-Возжинську. 1978 року до присілка було приєднане сусідній присілок Паново.

## Урбаноніми[3]
- вулиці — Валішина, Горького, Лучна, Люгдонська, Пановська, Радянська, Спортивна
- провулки — Азіна, Верхній, Середній